# جغرافية الخليج العربي

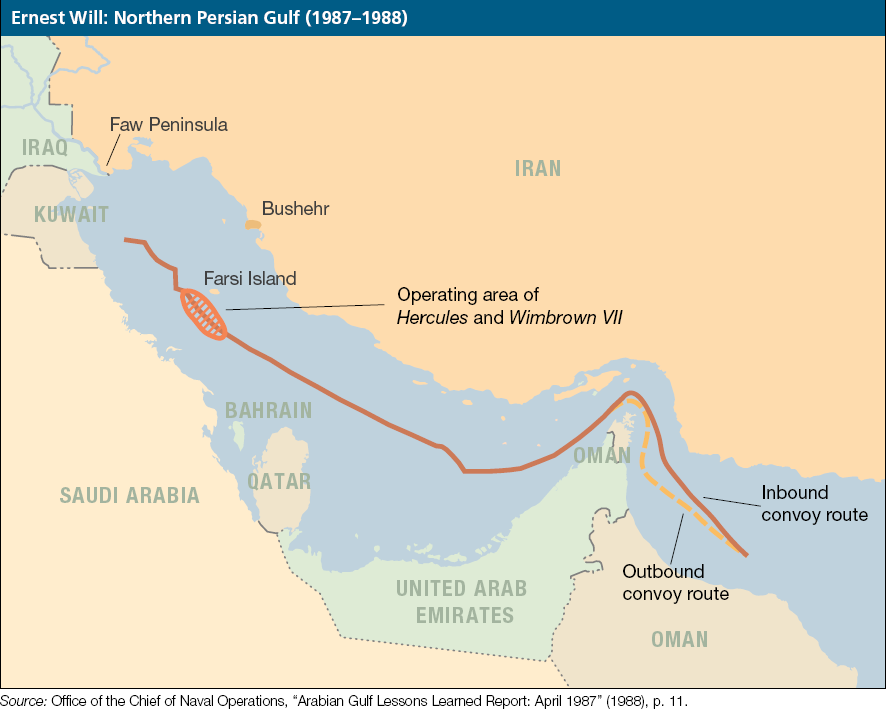
الخليج العربي

الخليج العربي

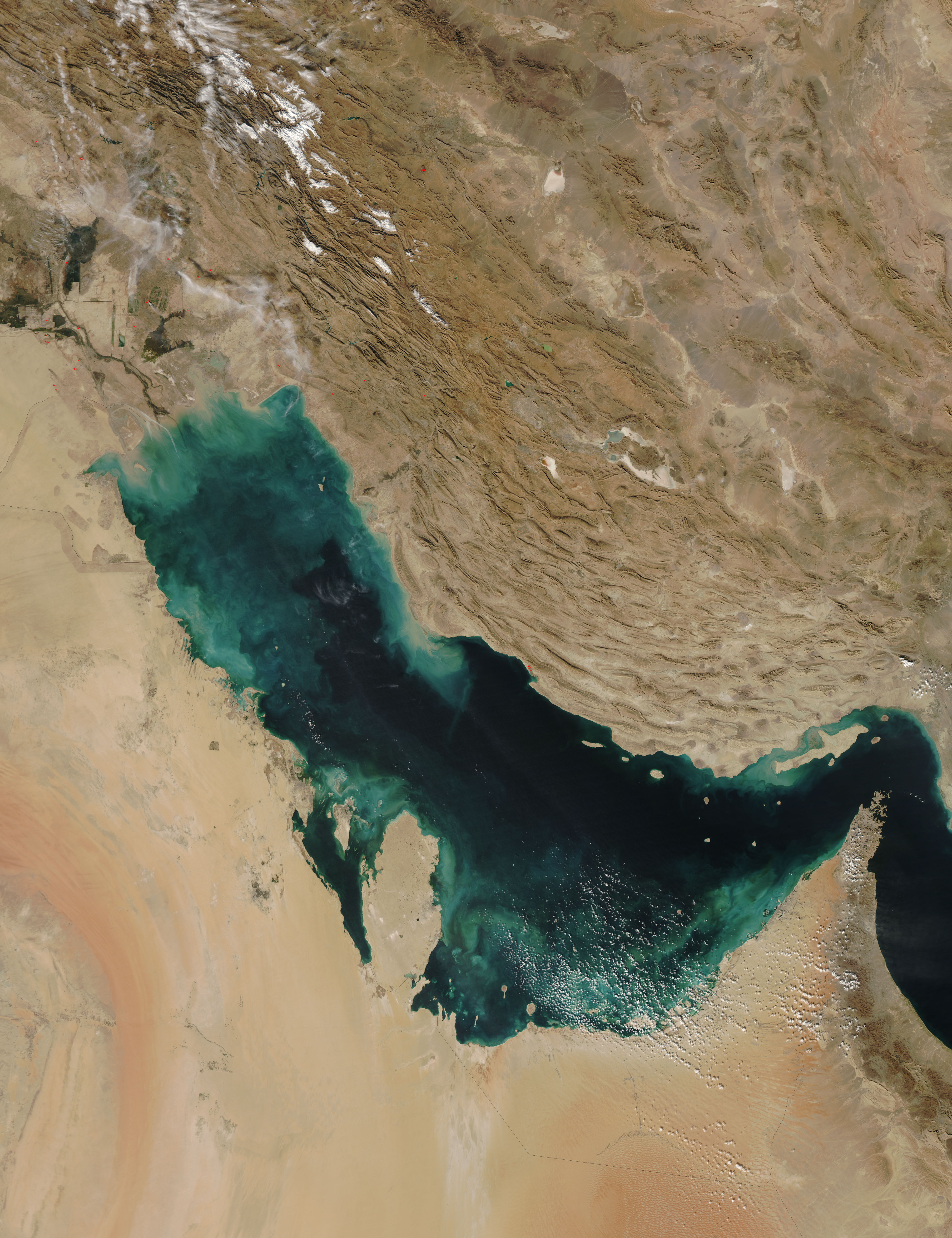
الخليج العربي

لمحة جغرافية للخليج العربي  ان الموقع الجغرافي للخليج العربي على مشارف القارات الثلاث آسيا وأفريقيا وأوروبا يشكل أهمية إستراتيجية لم يمحها التقدم العلمي في الاتصالات ولا التقدم التكنولوجي في المواصلان، بل ان الاستراجية الاقتصادية إلى جانب الموقع الجغرافي قد رسخت تلك الأهمية وجعلتها أكثر شده وحساسية.
وكما هو معروف ان الخليج العربي يمتد من مضيق باب السلام (هرمز) جنوباً وحتى منطقة الفاو جنوب العراق مستمداً تدفقاً مائياً غزيراً من مياه شط العرب برافديه دجلة والفرات، متواصلاً عبر الزمان منذ آلاف السنين ومئات القرون، ويذكر الجغرافيون بأن تغيرات جيولوجية حدثت في العصور التاريخية القديمة والتي يقدر بأنها انتهت منذ نحو مليون سنة، انفصل خلالها حوض البحر الأحمر من البحر المتوسط ثم اكتسحته مياه المحيط الهندي وفي نحو منتصف تلك المرحلة التاريخية تكون الخليج من المنطقة البحرية التي تمثل الآن البحر المتوسط وامتد حتى مدينة تدمر في بادية الشام.
وعلى الجانب الآخر وفي بداية تلك العصور كان الخليج العربي محصوراً ضمن شق ضيق على امتداد السهل الساحلي الشرقي، وكانت المنطقة المنخفضة من الشمال الغربي إلى الجنوب تتميز بموارد هائلة من المياه العذبة والبحيرات المالحة حيث تجمعت على شكل تلال من الرمال وكتل ملحية تصل كثافتها في بعض المواقع إلى 15000 قدم، كدليل على العمق العمودي لتلك المنخفضات، وقد اندفعت عملية الضغط الشمالي والردم مما تحمله الأنهار والسيول بحيث تحولت المواقع المنخفضة إلى بحيرات وأهوار ابتداء من منطقة الأهوار في حوض جنوب الرافدين وحتى جنوب الخليج العربي.
وان التشكيلات البترولية المخزونة على امتداد منطقة الخليج العربي وابتداء من أعلى منطقة ما بين النهرين، هي نتيجة طبيعية لوجود رواسب بحرية ونهرية نباتية وحيوانية دفنتها العوامل الجغرافية والجيولوجية في ثنايا الطمي تحولت عبر الأزمنة إلى خليط من المركبات الهيدروكربونية الصلبة والسائلة والغازية تعود في تكونها إلى عصور في غاية القدم.

## مساحة الخليج العربي
لقد قدرت مساحة الخليج العربي بـ 97, 450 ميلاً مربعاً تشمل عدداً كبيراً من الجزر التي تنتشر في وسط الخليج وفي أطرافه يزيد عددها على ثلاثمائة جزيرة تقع أغلبها في القسم الجنوبي الغربي على مقربة من سواحل الإمارات العربية المتحدة حيث تتبع أكثر 200 جزيرة منها إمارة أبوظبي.
وأهم الجزر في الخليج جزيرتا: ( طنب الكبرى وطنب الصغرى وجزيرة أبو موسى )، نسبة إلى:(العالم الإسلامي الجليل أبو موسى الأشعري)، وجزيرة قشم لوقوعها جميعاً في مدخل الخليج العربي تليها جزر قيس والشيخ وصير بونعير وصير بنى ياس وخرج وغيرها.

## طول ساحله الغربي والشرقي
يبلغ طول الساحل الغربي للخليج من الفاو في الشمال حنى رأس مسندم في الجنوب نحو 1357 كيلومتراً، بينما يبلغ طول الساحل الشرقي الواقع تحت النفوذ الإيراني 860 كيلومتراً، أما عرض الخليج فيتراوح بين 180 إلى 280 كيلومتراً، ويبلغ أعمق قسم نحو مائة متر في مدخل الخليج عند المضيق، أي مضيق باب السلام (هرمز)، تؤلف سواحل الخليج الغربية والشمالية منافذ طبيعية إلى الأقاليم الداخلية في الجزيرة العربية والعراق، كما تؤلف سواحله الشرقية عبر السلسلة الجبلية المحاذية له منافذ أخرى إلى بلاد فارس، وأواسط آسيا.
لهذا يعتبر الجغرافيون الخليج العربي معبراً أو جسراً بين الشرق والغرب فهو منطقة وصل بين أوروبا والشرق الأدنى والأقصى.